# Freudenstadt
Freudenstadt település Németországban, azon belül Baden-Württembergben. Lakosainak száma 24 337 fő (2023. december 31.).

## Népesség
A település népessége az elmúlt években az alábbi módon változott:
| Lakosok száma | 19 454 | 22 579 | 23 150 | 23 442 | 23 704 | 24 301 | 24 337 |
|               | 1975   | 2015   | 2017   | 2019   | 2021   | 2022   | 2023   |

## Városrészek
- Freudenstadt
  - Christophstal
  - Zwieselberg
- Dietersweiler és Lauterbad
- Grüntal és Frutenhof
- Igelsberg
- Kniebis
- Musbach
- Wittlensweiler